# 고양 FC U-18
고양 FC U-18은 경기도 고양시에 위치한 under-18팀 유형의 유소년 축구단이며, 2013년에 창단 하였다.
본래 K리그2에 참가하는 고양 자이크로 FC의 유소년팀이였지만 고양 자이크로 FC가 해체되고 팀의 유소년팀 또한 같이 해체될 위기에 처했으나 당시 지도자들의 노력으로 2014년 U-18 유소년 팀으로 재창단하였다.
.

## 같이 보기
- 고양 자이크로 FC